# Chiltern (Australia)
Chiltern – miasto w Australii, w stanie Wiktoria.